# メアリー (スコットランド女王)
メアリー・ステュアート（Mary Stuart, 1542年12月8日 - 1587年2月8日(グレゴリオ暦2月18日)）は、スコットランド女王（メアリー1世、在位：1542年12月14日 - 1567年7月24日）。スコットランド王ジェームズ5世とフランス貴族ギーズ公家出身の王妃メアリー・オブ・ギーズの長女。ダーンリー卿ヘンリー・ステュアートは2度目の夫であり、後のイングランド国王ジェームズ1世の母。
メアリーは王家ステュアートの綴りを Stewart から Stuart に替えたが、これは自身のフランス好みからであったという。同時代のイングランド女王エリザベス1世と比較されることも多く、また数多くの芸術作品の題材となっている。
親しみを込め、しばしば「クイーン・オブ・スコッツ」と呼ばれる。
メアリー自身は廃位ののち国を追われ、エリザベス1世の命によりイングランドで刑死したが、その子ジェームズはスコットランド王として即位し、またエリザベス1世の死後は、イングランド王位をあわせ継いだ。以後スコットランドとイングランドは同君連合を形づくり、18世紀のグレートブリテン王国誕生の端緒となった。終生未婚で、子孫を残さなかったエリザベス1世に対し、メアリーの血は連綿として続き、以後のイングランド・スコットランド王、グレートブリテン王、連合王国の王は、すべてメアリーの直系子孫である。

## 生涯

### 誕生と即位
1542年12月8日、リンリスゴー城でジェームズ5世の第3子として生まれた。12月14日にジェームズ5世が30歳で急死すると、長男と次男が早世していたため、わずか生後6日で王位を継承した。摂政には、ジェームズ2世の曾孫の第2代アラン伯ジェームズ・ハミルトンが就任した。それからイングランド国王ヘンリー8世の要求により、メアリーは当時王太子だったエドワード6世と婚約させられた。1547年、イングランドの政権を握ったサマセット公エドワード・シーモアの攻撃を受け、迎撃に出たアラン伯が敗れる事態になった。1548年、王母メアリーの提案でメアリーはフランスのアンリ2世の元に逃れ、以後フランス宮廷で育てられた。

### フランス王妃

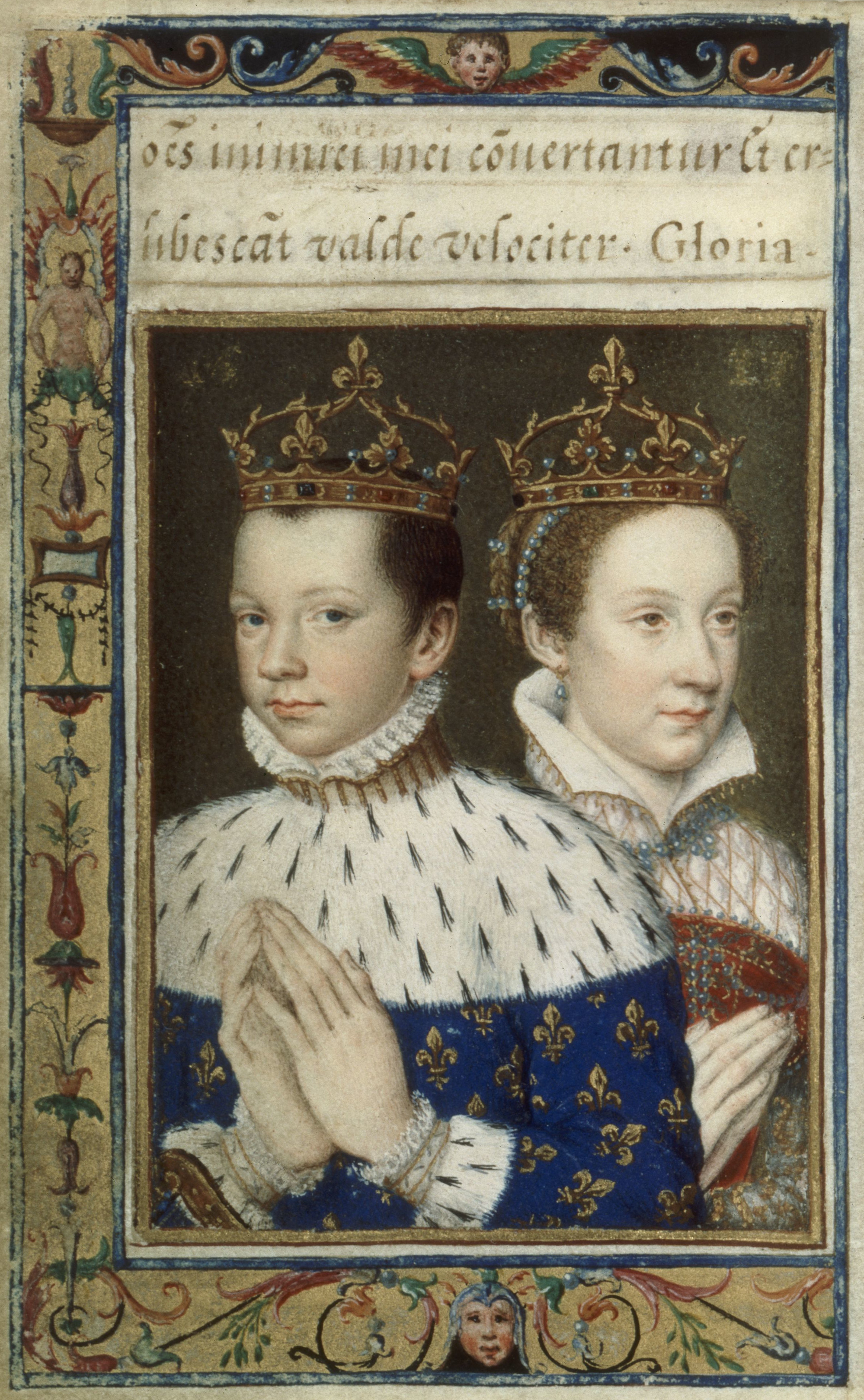
1558年、フランソワとメアリー

1558年4月24日、メアリーはアンリ2世の王太子フランソワと結婚式を挙げた。同年11月17日、父の従妹（従叔母）でエドワード6世の姉に当たるエリザベス1世がイングランド女王に即位すると、アンリ2世は「庶子であるエリザベスの王位継承権には疑義があり、メアリーこそ正当なイングランド王位継承権者である」と抗議した。さらに、1559年9月にはフランスとイングランドの講和条約締結の後に、駐仏イングランド大使を招いた祝宴の席で、イングランド王位継承権者であることを示す紋章を発表し、エリザベスを激怒させた。
7月10日にアンリ2世が亡くなると、王太子がフランス王フランソワ2世として即位し、メアリーはフランス王妃となった。この年から翌年にかけてスコットランドではプロテスタントの反乱が起こり、これにイングランドが介入して、フランス海軍は大打撃を受けた。7月6日、エディンバラ条約が結ばれ、フランスのスコットランドへの軍事介入の禁止と、先の紋章の使用禁止が謳われたが、メアリーは実際にはその後もこの紋章を使用し続けた。イングランド国内においても、エリザベスの王位継承に不当性を唱える大貴族がおり、女王の政権は不安定なものであり、メアリーがエリザベスを「庶子」と主張して自らの王位継承権を言い立てることは、エリザベス個人の不興にとどまらず、政権を揺るがす政治的問題であった。
またローマ教皇を含む多くのカトリックは、実際にメアリーがイングランド女王であると考えていた。

### 帰国と親政、再婚問題

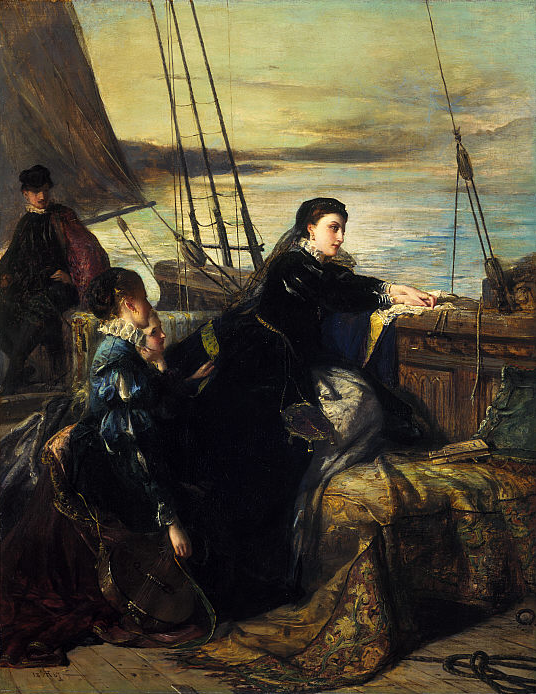
フランスを去るメアリー（19世紀、ロバート・ヘルトマン画）

1560年12月5日、フランソワ2世が16歳で病死した。子供ができなかったメアリーは、翌1561年8月20日にスコットランドに帰国した。メアリーは父の庶子で異母兄のマリ伯ジェームズ・ステュアートとウィリアム・メイトランドを政治顧問とした。当時のスコットランドは宗教改革が進み、多くの貴族がプロテスタントに改宗していたが、カトリックの貴族も相当数残っていた。マリ伯とメイトランドはともにプロテスタントであったが、メアリーは宗教の選択には寛容で臨むと宣言し、両派の融和を図った。1562年の夏には、カトリック貴族では最有力のゴードン家がメアリーに反乱を起こした。これはマリ伯により鎮圧された。
メアリーは再婚相手について検討を始めた。候補として名前が挙がったのは、オーストリアのカール大公、スウェーデンのエリク14世、デンマークのフレゼリク2世、フランスのヌムール公ジャック・ド・サヴォワなどだった。中でも特にメアリーが関心を示した相手は、有力なカトリック国スペインの国王フェリペ2世の息子ドン・カルロスであった。しかし、カトリーヌ・ド・メディシスやエリザベス1世に政治的な動機で妨害されるなど、様々な理由から、いずれの相手とも結婚に至ることはなかった。
やがてメアリーは、1565年2月18日に出会ったステュアート家傍系の従弟ダーンリー卿ヘンリーとの結婚を考えるようになる。

### ダーンリー卿ヘンリーとの再婚
ダーンリー卿ヘンリーは、メアリー女王と同じくイングランド王ヘンリー7世の王女マーガレットの孫であり、テューダー家の血を引いている。加えて、カトリック教徒であった点も、メアリーにとっては都合が良かった。
|                                |                                |                                |                                |                                       |                                |              |              |              |              |              |              |              |              |  |  |             |             |             |             |             |             |  |  |               |               |               |               |               |               |  |  |               |               |               |               |               |               |  |  |                  |                  |                  |                  |                  |                  |  |  |  |  |  |  |  |  |  |  |  |  |  |  |  |  |  |  |  |  |  |  |  |  |  |  |  |  |  |  |  |  |  |  |  |  |
|                                |                                |                                |                                |                                       |                                |              |              |              |              |              |              |              |              |  |  |             |             |             |             |             |             |  |  |               |               |               |               |               |               |  |  | ヘンリー7世   |               |               |               |               |               |  |  |                  |                  |                  |                  |                  |                  |  |  |  |  |  |  |  |  |  |  |  |  |  |  |  |  |  |  |  |  |  |  |  |  |  |  |  |  |  |  |  |  |  |  |  |  |
|                                |                                |                                |                                |                                       |                                |              |              |              |              |              |              |              |              |  |  |             |             |             |             |             |             |  |  |               |               |               |               |               |               |  |  |               |               |               |               |               |               |  |  |                  |                  |                  |                  |                  |                  |  |  |  |  |  |  |  |  |  |  |  |  |  |  |  |  |  |  |  |  |  |  |  |  |  |  |  |  |  |  |  |  |  |  |  |  |
|                                |                                |                                |                                |                                       |                                |              |              |              |              |              |              |              |              |  |  |             |             |             |             |             |             |  |  |               |               |               |               |               |               |  |  |               |               |               |               |               |               |  |  |                  |                  |                  |                  |                  |                  |  |  |  |  |  |  |  |  |  |  |  |  |  |  |  |  |  |  |  |  |  |  |  |  |  |  |  |  |  |  |  |  |  |  |  |  |
|                                |                                |                                |                                | マーガレット                          | マーガレット                   | マーガレット | マーガレット | マーガレット | マーガレット |              |              |              |              |  |  |             |             |             |             |             |             |  |  |               |               |               |               |               |               |  |  | ヘンリー8世   | ヘンリー8世   | ヘンリー8世   | ヘンリー8世   | ヘンリー8世   | ヘンリー8世   |  |  | メアリー         | メアリー         | メアリー         | メアリー         | メアリー         | メアリー         |  |  |  |  |  |  |  |  |  |  |  |  |  |  |  |  |  |  |  |  |  |  |  |  |  |  |  |  |  |  |  |  |  |  |  |  |
|                                |                                |                                |                                | マーガレット                          | マーガレット                   | マーガレット | マーガレット | マーガレット | マーガレット |              |              |              |              |  |  |             |             |             |             |             |             |  |  |               |               |               |               |               |               |  |  | ヘンリー8世   | ヘンリー8世   | ヘンリー8世   | ヘンリー8世   | ヘンリー8世   | ヘンリー8世   |  |  | メアリー         | メアリー         | メアリー         | メアリー         | メアリー         | メアリー         |  |  |  |  |  |  |  |  |  |  |  |  |  |  |  |  |  |  |  |  |  |  |  |  |  |  |  |  |  |  |  |  |  |  |  |  |
|                                |                                |                                |                                |                                       |                                |              |              |              |              |              |              |              |              |  |  |             |             |             |             |             |             |  |  |               |               |               |               |               |               |  |  |               |               |               |               |               |               |  |  |                  |                  |                  |                  |                  |                  |  |  |  |  |  |  |  |  |  |  |  |  |  |  |  |  |  |  |  |  |  |  |  |  |  |  |  |  |  |  |  |  |  |  |  |  |
| スコットランド王 ジェームズ5世 | スコットランド王 ジェームズ5世 | スコットランド王 ジェームズ5世 | スコットランド王 ジェームズ5世 | スコットランド王 ジェームズ5世        | スコットランド王 ジェームズ5世 |              |              | マーガレット | マーガレット | マーガレット | マーガレット | マーガレット | マーガレット |  |  | メアリー1世 | メアリー1世 | メアリー1世 | メアリー1世 | メアリー1世 | メアリー1世 |  |  | エリザベス1世 | エリザベス1世 | エリザベス1世 | エリザベス1世 | エリザベス1世 | エリザベス1世 |  |  | エドワード6世 | エドワード6世 | エドワード6世 | エドワード6世 | エドワード6世 | エドワード6世 |  |  | フランセス       | フランセス       | フランセス       | フランセス       | フランセス       | フランセス       |  |  |  |  |  |  |  |  |  |  |  |  |  |  |  |  |  |  |  |  |  |  |  |  |  |  |  |  |  |  |  |  |  |  |  |  |
| スコットランド王 ジェームズ5世 | スコットランド王 ジェームズ5世 | スコットランド王 ジェームズ5世 | スコットランド王 ジェームズ5世 | スコットランド王 ジェームズ5世        | スコットランド王 ジェームズ5世 |              |              | マーガレット | マーガレット | マーガレット | マーガレット | マーガレット | マーガレット |  |  | メアリー1世 | メアリー1世 | メアリー1世 | メアリー1世 | メアリー1世 | メアリー1世 |  |  | エリザベス1世 | エリザベス1世 | エリザベス1世 | エリザベス1世 | エリザベス1世 | エリザベス1世 |  |  | エドワード6世 | エドワード6世 | エドワード6世 | エドワード6世 | エドワード6世 | エドワード6世 |  |  | フランセス       | フランセス       | フランセス       | フランセス       | フランセス       | フランセス       |  |  |  |  |  |  |  |  |  |  |  |  |  |  |  |  |  |  |  |  |  |  |  |  |  |  |  |  |  |  |  |  |  |  |  |  |
| スコットランド女王 メアリー1世 | スコットランド女王 メアリー1世 | スコットランド女王 メアリー1世 | スコットランド女王 メアリー1世 | スコットランド女王 メアリー1世        | スコットランド女王 メアリー1世 |              |              | ヘンリー     | ヘンリー     | ヘンリー     | ヘンリー     | ヘンリー     | ヘンリー     |  |  |             |             |             |             |             |             |  |  |               |               |               |               |               |               |  |  |               |               |               |               |               |               |  |  | ジェーン・グレイ | ジェーン・グレイ | ジェーン・グレイ | ジェーン・グレイ | ジェーン・グレイ | ジェーン・グレイ |  |  |  |  |  |  |  |  |  |  |  |  |  |  |  |  |  |  |  |  |  |  |  |  |  |  |  |  |  |  |  |  |  |  |  |  |
| スコットランド女王 メアリー1世 | スコットランド女王 メアリー1世 | スコットランド女王 メアリー1世 | スコットランド女王 メアリー1世 | スコットランド女王 メアリー1世        | スコットランド女王 メアリー1世 |              |              | ヘンリー     | ヘンリー     | ヘンリー     | ヘンリー     | ヘンリー     | ヘンリー     |  |  |             |             |             |             |             |             |  |  |               |               |               |               |               |               |  |  |               |               |               |               |               |               |  |  | ジェーン・グレイ | ジェーン・グレイ | ジェーン・グレイ | ジェーン・グレイ | ジェーン・グレイ | ジェーン・グレイ |  |  |  |  |  |  |  |  |  |  |  |  |  |  |  |  |  |  |  |  |  |  |  |  |  |  |  |  |  |  |  |  |  |  |  |  |
|                                |                                |                                |                                |                                       |                                |              |              |              |              |              |              |              |              |  |  |             |             |             |             |             |             |  |  |               |               |               |               |               |               |  |  |               |               |               |               |               |               |  |  |                  |                  |                  |                  |                  |                  |  |  |  |  |  |  |  |  |  |  |  |  |  |  |  |  |  |  |  |  |  |  |  |  |  |  |  |  |  |  |  |  |  |  |  |  |
|                                |                                |                                |                                | ジェームズ1世 =スコットランド王 同6世 |                                |              |              |              |              |              |              |              |              |  |  |             |             |             |             |             |             |  |  |               |               |               |               |               |               |  |  |               |               |               |               |               |               |  |  |                  |                  |                  |                  |                  |                  |  |  |  |  |  |  |  |  |  |  |  |  |  |  |  |  |  |  |  |  |  |  |  |  |  |  |  |  |  |  |  |  |  |  |  |  |
|                                |                                |                                |                                |                                       |                                |              |              |              |              |              |              |              |              |  |  |             |             |             |             |             |             |  |  |               |               |               |               |               |               |  |  |               |               |               |               |               |               |  |  |                  |                  |                  |                  |                  |                  |  |  |  |  |  |  |  |  |  |  |  |  |  |  |  |  |  |  |  |  |  |  |  |  |  |  |  |  |  |  |  |  |  |  |  |  |
|                                |                                |                                |                                | （ステュアート朝）                    |                                |              |              |              |              |              |              |              |              |  |  |             |             |             |             |             |             |  |  |               |               |               |               |               |               |  |  |               |               |               |               |               |               |  |  |                  |                  |                  |                  |                  |                  |  |  |  |  |  |  |  |  |  |  |  |  |  |  |  |  |  |  |  |  |  |  |  |  |  |  |  |  |  |  |  |  |  |  |  |  |

しかし、この結婚にもマリ伯やエリザベス1世が強硬に反対した。特にエリザベス1世は、イングランドの有力な王位継承権を持つダーンリー卿との結婚によって、メアリーの王位継承権が強化されることを恐れた。そこでダーンリーにすぐさまイングランドに戻るよう命令し、従わないと反逆罪と見なすとして、ダーンリー卿の母マーガレット・ダグラス（マーガレット・テューダーの娘でジェームズ5世の異父妹、エリザベス1世の従姉）をロンドン塔に幽閉したが、ダーンリー卿は従わなかった。しかし、エリザベス1世と首相のウィリアム・セシルは、性格的に弱いダーンリー卿をスコットランドに送り込むことにより、スコットランドの国力低下を計ろうとしたという説もある。
1565年7月29日、メアリーはダーンリー卿ヘンリーと再婚した。メアリーはヘンリーに対し、王族にしか与えられなかったロス伯、オールバニ公の位を与え、また王位継承権もあらためて与えるなどして、多くの貴族の反感を買った。しかし、両親から甘やかされてきたヘンリーの傲慢な性格がわかるにつれて、メアリーの愛情も冷めていった。やがてピエモンテ人の音楽家で、有能で細やかな気づかいをする秘書のデイヴィッド・リッチオを寵愛し、重用するようになった。

### 王子誕生とリッチオ殺害事件

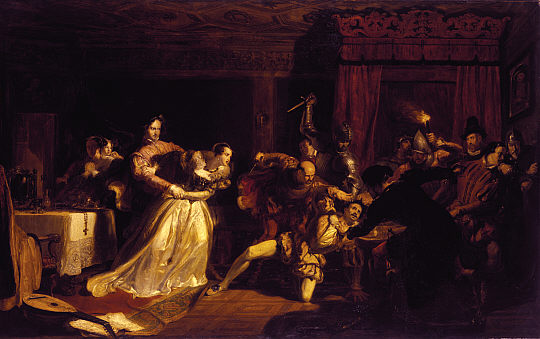
リッチオ殺害事件（19世紀、ウィリアム・アラン画）

1565年8月1日、マリ伯がエリザベス1世からの援助を取り付け、1200人の兵力を集めてメアリーに反乱を起こした。メアリーはこの反乱を鎮圧するため、ゴードン家にも恩赦を与えて地位を回復させた。マリ伯の期待していたイングランドからの援軍は現われず、スコットランド南部でボスウェル伯率いるスコットランド軍に敗北し、彼はイングランドに亡命した。
1566年3月9日、ホリールード宮殿で食事をとっているとき、武器を手にしたルースベン・モートンなどの数人の貴族達がリッチオを拉致し、ダーンリー卿の部屋に近い謁見室、しかもメアリーの目前で殺害するという事件が起きた。メアリーは流産の危機を迎えたが、6月19日無事に息子ジェームズ（後のイングランド王兼スコットランド王ジェームズ1世（6世））を出産した。リッチオの子だと噂する者がいたため、メアリーは床についたまま、ダーンリーの子であることを誓い、ダーンリーにも認めるよう迫った。しかし、ジェームズが大きくなっても、ダヴィデ（デイヴィッド）の子を意味する「ソロモン」と呼ぶ者がいた。
子どもは生まれたが、しかしダーンリー卿との仲は冷え切ったままだった。当時のスペイン大使によれば、メアリーにダーンリー卿暗殺を提案した者さえもいたが、メアリーは受け入れなかったという。

### ダーンリー卿の死、ボスウェル伯との再婚と廃位
その後、メアリーはボスウェル伯に心を寄せるようになった。1567年2月10日、エディンバラのカーク・オ・フィールド教会（現在のエディンバラ大学構内）でダーンリー卿が殺害されているのが発見された。
ボスウェル伯はメアリーに結婚を申し込み、その数日後ダンバー城にメアリーを連行し、結婚に踏み切らせ、5月15日に2人は結婚式を挙げた。当時、ダーンリー卿殺害の首謀者はボスウェル伯、共謀者はメアリーであると見られており（実際の証拠はなかったが）、カトリック・プロテスタント双方がこの結婚に反対した。
間もなく、第4代モートン伯爵ジェイムズ・ダグラスら反ボスウェル派の貴族たちが軍を起こした。6月15日にメアリーはエディンバラの東のカーバリー・ヒルで反乱軍に投降した。メアリーはロッホ・リーヴン城に移され、7月24日に廃位された。

### イングランドへの亡命、陰謀と処刑

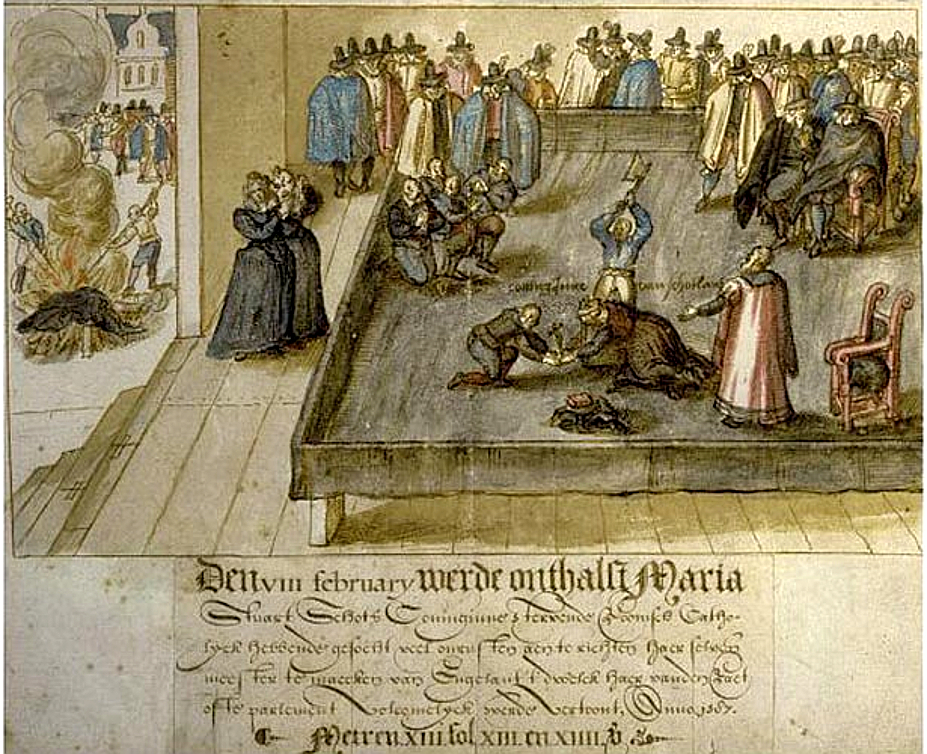
オランダの画家（作者未詳）が1613年に描いたメアリー1世処刑の場面

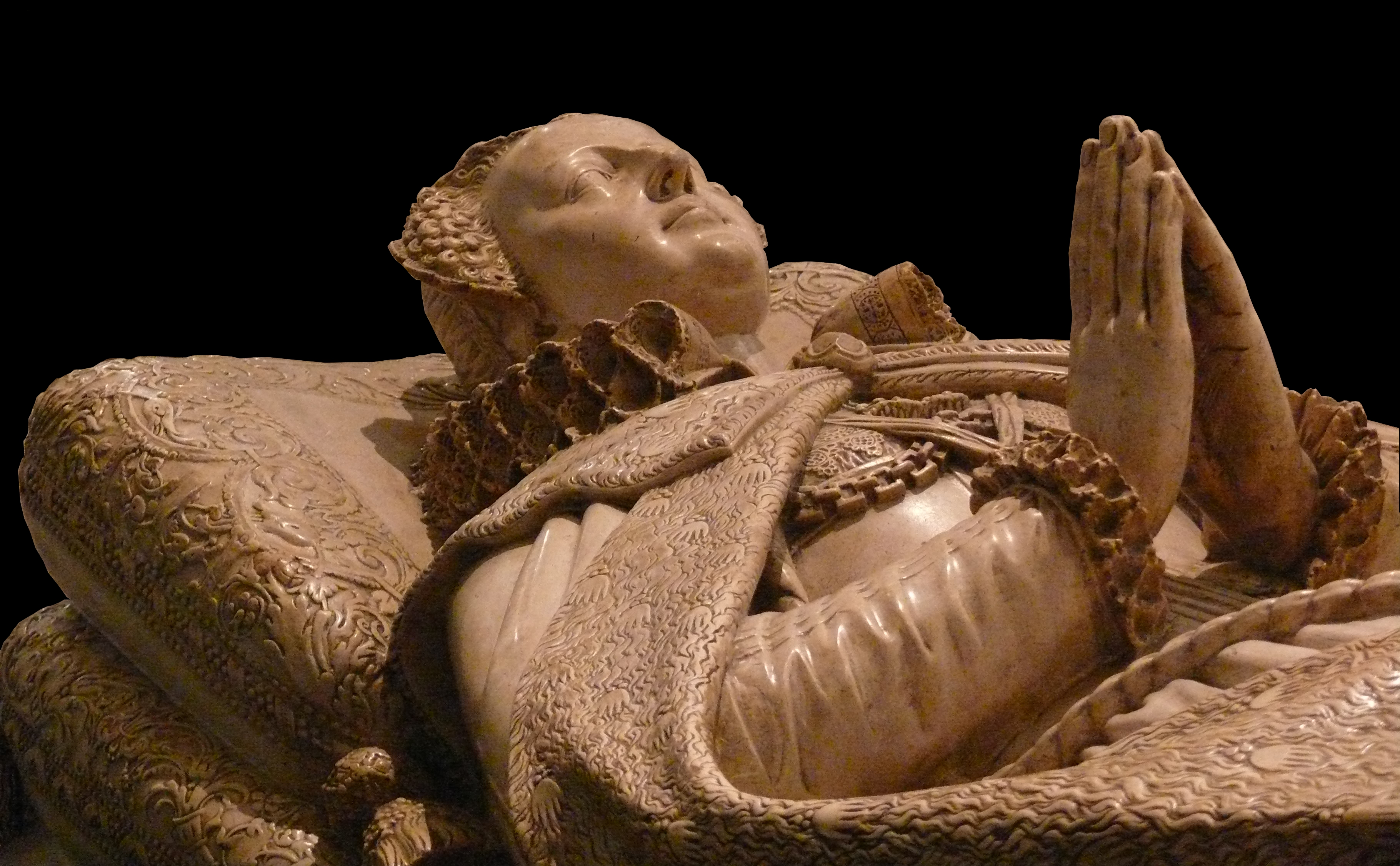
ウェストミンスター寺院、メアリーの墓

1568年5月、ロッホ・リーヴン城を脱走したメアリーは6千人の兵を集めて軍を起こすが、マリ伯の軍に敗れ、イングランドのエリザベス1世の元に逃れた。メアリーはイングランド各地を転々としたが、軟禁状態とは思えないほど自由に近い、引退した老婦人のような静かな生活を送ることを許された。
しかし、たびたびイングランド王位継承権者であることを主張し、またエリザベス廃位の陰謀に関係した。1570年にはリドルフィ事件（ロベルト・ディ・リドルフィが企てた事件）、1586年のバビントン事件（カトリックのアンソニー・バビントンがエリザベスの暗殺を狙った事件）などである。バビントン事件の裁判ではメアリーが関与した証拠が提示され、有罪・死刑を言い渡された。
エリザベス1世は死刑執行書への署名を渋る様子を見せたが、結局1587年2月8日、フォザリンゲイ城のグレートホールでメアリーは処刑された。この事態を受けて、スペイン王フェリペ2世は無敵艦隊をイングランドへ派遣し、アルマダの海戦（1588年）に繋がった。

## 補足

### リッチオ殺害事件について
このように目立つ方法でリッチオが殺害されたことから、ダーンリー一派はメアリーの暗殺まで狙っていたという説がある。すでにこの事件の前の1566年2月13日に、イングランド大使のランドルフ卿は本国にこんな報告をしている。
国王（ヘンリー）と父親のレノックスは、スコットランド女王に背いて王位を手に入れようとする計画を進めている。もし計画が実行されればあのリッチオは、国王の了解を得て数日中に殺されるであろう。さらに由々しきことに、私の耳には女王まで暗殺されるという噂まで飛び込んできた。
また、この事件の首謀者はマリ伯だという見方もある。しかし、前年に起こした反乱について心から自分の過ちを後悔しているとして、メアリーは赦免したため、マリ伯はスコットランド帰国が叶い、以前同様メアリーに重用されることになった。

### ダーンリー卿暗殺事件について
カーク・オ・フィールド教会でのダーンリー卿暗殺事件に関しては、ボスウェル伯が首謀者とするならなぜ、彼ほどの経験豊富で優秀な軍人が、ダーンリー卿1人を殺害するのにわざわざこんな目立つ方法を選んだのかという疑問が生じる。また、ダーンリー卿が自らの即位を目論んで、メアリーをここで暗殺しようと計画していたとする説もある。メアリーがボスウェル伯のダーンリー卿暗殺計画に賛成した手紙も含まれているとされている「小箱の手紙」に関しても、メアリー・ステュアート研究者達の間では、この数枚の手紙をメアリーの直筆とする説には近年では否定的になってきており、偽造されたとする説が優勢になってきている。

### ブキャナン文書
メアリーに関しては、同時代の人文主義者で歴史家であるジョージ・ブキャナン（1506 - 1582）が書いた文書が知られる。彼は、ダーンリー卿の生前からのメアリーとボスウェル伯との不倫を自分の文書の中で主張している。その一例としてこんな文書がある。1566年の10月16日、メアリーはイングランド国境に近い、エディンバラ南東部のジェドバラという町の付近を荒らし回っている盗賊団について、国境警備指揮官のボスウェル伯と話し合うため、マリ伯他数人の臣下達と共にボスウェル伯のいるハーミテージ城に向かい、そこに2時間足らずの間滞在している。ブキャナンはこの日のこの出来事について、「この時すでに、メアリー女王はボスウェルの愛人で、女王はハーミテージ城ではその名誉と身分にあるまじき恥ずべき行為をおこなった」と文書に書き残している。
しかし、ボスウェル伯はこの8日前にジェドバラの盗賊団と戦い、盗賊団の首領は倒したものの、頭と右肩と左腕に重傷を負っていた。この時、すでに彼は出血多量により意識不明になっていて、助かるかどうか微妙な容態であったという。そのため、もうボスウェル伯は死んでしまったのではないかと考える人々も多かったという。ボスウェル伯は担架で近くのハーミテージ城に運ばれた。この知らせは瞬く間に広がり、スペイン大使はメアリーに深い同情を寄せてこう言っている。「もはやスコットランド女王は頼みの綱を失ってしまった。あれほどの人物はめったにいるものではないというのに」しかしこのボスウェル伯の死は誤報だとわかり、周囲の人々は安心したという。
ブキャナンは後にメアリーの敵対者側に寝返っている人物で、メアリーの敵対者達の依頼を受けて、このようなメアリーに関する事実と異なると思われる誹謗文書を多く作成しているため、現在のメアリーに関する悪評は差し引いて考える必要があると思われる。

### スペインへの手紙
メアリーは1567年11月、フェリペ2世に宛てて、
自分はエリザベス1世とあまりにも親しい関係のように思われていて、カトリックの司祭を頼む事もできないような有様だが、そんな話を聞いて、メアリー女王はもうカトリックの信仰を守らなくなったのだなどと考えてもらっては困ります。
という内容の手紙を書いている。また、どこまで本気で書いたのかは不明とはいえ、1577年には
実子のジェームズはカトリック教会に復帰する見込みがないので、イングランド王位継承権をフェリペ2世に譲渡する。
という遺言状や、1586年5月末にも、当時パリにいたフェリペ2世の臣下のメンドーサに宛てて
息子のジェームズが自分の死ぬ日までにカトリックにならない場合、自分はイングランドの王位継承権をフェリペ2世に委託する。
という手紙を書いている。
この他にもフェリペ2世が、異母弟ドン・フアン・デ・アウストリアに軍勢を率いさせ、スペイン領ネーデルラントからイングランドに侵攻し、メアリーを救出してドン・フアンと結婚させるという計画を、1576年頃に立てていたという説もある。このように、最後までフェリペ2世は、同じカトリックの君主として、メアリーに対して協力的な態度が見られる。フェリペ2世のこのような態度には、フェリペ2世の3人目の妻で、メアリーがフランス王太子妃時代に義妹かつ幼なじみとして大変に親しかったアンリ2世の長女エリザベート・ド・ヴァロワの存在があったと考えられる。フェリペ2世は彼女のために舞踏会を催したり、朗読家に朗読をさせたり、共に遊んだりするなど、仲の良い夫婦だった。
メアリーは1567年9月末に彼女に宛てて、
フランスで共に育った2人の揺るぎない友情にかけて、スペインの援助を要請する。自分が改宗するかのような話が流れているのはあくまで見せかけだけの事で、自分は決してカトリックの信仰を捨てるつもりはない。
などという内容の手紙を書き送っている。2人の友情はお互いに嫁いでからもずっと続いていたらしく、エリザベートはダーンリー暗殺に関して、メアリーは無実であると夫に訴えていた可能性があると考えられる。なお、エリザベートは1568年10月3日に死去している。

## 系譜
| メアリー1世 | 父: ジェームズ5世          | 祖父: ジェームズ4世                | 曽祖父: ジェームズ3世                  |
| メアリー1世 | 父: ジェームズ5世          | 祖父: ジェームズ4世                | 曽祖母: マーガレット（デンマーク王女） |
| メアリー1世 | 父: ジェームズ5世          | 祖母: マーガレット・テューダー     | 曽祖父: ヘンリー7世 (イングランド王)   |
| メアリー1世 | 父: ジェームズ5世          | 祖母: マーガレット・テューダー     | 曽祖母: エリザベス・オブ・ヨーク       |
| メアリー1世 | 母: メアリー・オブ・ギーズ | 祖父: クロード (ギーズ公)          | 曽祖父: ルネ2世 (ロレーヌ公)           |
| メアリー1世 | 母: メアリー・オブ・ギーズ | 祖父: クロード (ギーズ公)          | 曽祖母: フィリッパ（ゲルデルン公女）   |
| メアリー1世 | 母: メアリー・オブ・ギーズ | 祖母: アントワネット・ド・ブルボン | 曽祖父: フランソワ                     |
| メアリー1世 | 母: メアリー・オブ・ギーズ | 祖母: アントワネット・ド・ブルボン | 曽祖母: マリー・ド・リュクサンブール   |

## メアリー・ステュアートを題材とした作品

### 戯曲
- フリードリヒ・シラー 『メアリー・ステュアート』 (Maria Stuart) （相良守峯訳『マリア・ストゥアルト―悲劇』、岩波文庫、1957年／津崎正行訳、幻戯書房、2023年）、他訳書多数
- ダーチャ・マライーニ 『メアリー・ステュアート』（Maria Stuarda　初演1975年）- シラー作品の自由な翻案 （望月紀子訳、劇書房、1990年）
- エルフリーデ・イェリネク 『ウルリーケ・マリア・スチュアート』（Ulrike Maria Stuart、2006年）- メアリー・スチュアートとエリザベス1世の関係をドイツ赤軍のウルリケ・マインホフとグドルン・エンスリンになぞらえながら描いた戯曲。

### 小説
- アリスン・アトリー『時の旅人』（小野章訳、評論社、1980年）、（松野正子訳、岩波少年文庫、1998年、新版2000年）
- シュテファン・ツヴァイク『メリー・スチュアート』（古見日嘉訳）、新版〈ツヴァイク伝記文学コレクション5〉 みすず書房、1998年／グーテンベルク21（上・下）、2024年 - 電子書籍で再刊
- エリザベス・バード『わが終わりにわが始めあり 不滅の女王メリー・スチュアート』（大蔵雄之助訳、麗澤大学出版会（上・下）、2006年）
- アレクサンドル・デュマ『メアリー・スチュアート』（田房直子訳、作品社、2008年）
- ジェイムズ治美『緋衣の女王　スコットランドのメアリ』（彩流社、2022年）。英国在住の著者による評伝

### ドラマ
- 『レジェンド・オブ・サンダー』 (Gunpowder, Treason & Plot) ：2004年のイギリスのドラマ。ギリーズ・マッキノン監督、クレマンス・ポエジー主演。
- 『REIGN/クイーン・メアリー』Reign：2013年から放映のアメリカのドラマ。ローリー・マッカーシー、ステファニー・セングプタ製作、アデレイド・ケイン主演。

### 映画
- 『メアリー女王の処刑』（The Execution of Mary Stuart）：1895年のアメリカ映画。トーマス・エジソンの製作したサイレント映画。
- 『メアリー・オブ・スコットランド』（Mary of Scotlands）：1936年のアメリカ映画。ジョン・フォード監督、キャサリン・ヘプバーン主演。日本未公開。
- Das Herz der Königin：1940年のドイツ映画。カール・フレーリッヒ監督、ツァラー・レアンダー主演。日本未公開。
- 『クイン・メリー/愛と悲しみの生涯』（Mary, Queen of Scots）：1971年のイギリス映画。チャールズ・ジャロット監督、ヴァネッサ・レッドグレイヴ主演。
- Mary Queen of Scots（邦題未定）：2013年のスイス・フランス映画。トーマス・イムバッハ監督、カミーラ・ラザフォード主演。
- 『ふたりの女王 メアリーとエリザベス』（Mary Queen of Scots）：2018年のアメリカ・イギリス映画。ジョージー・ルーク監督、メアリー役はシアーシャ・ローナン。

### 音楽
- ガエターノ・ドニゼッティ 『マリア・ストゥアルダ』 (Maria Stuarda) ：シラーの戯曲を原作とするオペラ。「マリア・ストゥアルダ」は「メアリー・ステュアート」のイタリア語形。初演1835年。
- ロベルト・シューマン 『メアリ・スチュアートによる5つの詩』作品135：メアリー自身が書いたフランス語の詩を独訳したものに作曲された、シューマン最晩年の歌曲集。
- サンディ・デニー 『フォザリンゲイ』（Fotheringay）：処刑まで幽閉されていたフォザリンゲイ城でのメアリー女王を題材にした曲。
- トゥ・フランス メアリーが、フランスへ逃れたことを題材とした歌。マイク・オールドフィールドが作詞・作曲、歌はマギー・ライリー。

### 漫画
- 青池保子 『女王陛下の憂鬱』-「バビントン事件」を元にした陰謀劇。ウォルシンガムたちと共にメアリー・スチュアートを合法的に処刑しようと職業スパイの主人公ギルバート・ギフォードが暗躍する。

### ドキュメンタリー
- 『城 王たちの物語』 - NHK名作選（動画・静止画） NHKアーカイブス